# Zerynthia
Zerynthia — рід метеликів родини косатцеві (Papilionidae).

## Поширення
Рід поширений у Південній та Східній Європі, на заході Кавказу та у Північній Африці.

## Види
Рід містить два види:
- Zerynthia polyxena - (Denis & Schiffermüller, 1775)[1]
- Zerynthia rumina - (Linnaeus, 1758)[2]

Інколи у рід Zerynthia, як підрід, включають рід Allancastria.